# Master of Photography (prima edizione)
La prima stagione del programma televisivo Master of Photography è stata trasmessa dal 21 luglio all'8 settembre 2016 su Sky Arte, in contemporanea in 5 Paesi (Italia, Regno Unito, Irlanda, Germania e Austria).
La prima edizione è presentata da Isabella Rossellini, mentre i giudici sono Oliviero Toscani, Rut Blees Luxemburg e Simon Frederick.  

## Concorrenti
| Concorrente                      | Provenienza | Posizione               |
| -------------------------------- | ----------- | ----------------------- |
| Gabriele Micalizzi               | Italia      | Vincitore               |
| Marta Lallana García             | Spagna      | finalista               |
| Rupert Frere                     | Regno Unito | finalista               |
| Yan Revazov                      | Russia      | eliminato 8ª puntata    |
| Laura Zalenga                    | Germania    | eliminata 7ª puntata    |
| Neal Gruer                       | Regno Unito | eliminato 6ª puntata    |
| Mary Stuart (Chiara Stampacchia) | Italia      | eliminata 5ª puntata    |
| Hongwei Tang                     | Austria     | eliminato 4ª puntata    |
| Lanka Perren                     | Francia     | eliminato 3ª puntata    |
| Sebastian Siebel                 | Germania    | squalificato 3ª puntata |
| Dragica Carlin                   | Croazia     | eliminata 2ª puntata    |
| Gina Soden                       | Regno Unito | eliminata 1ª puntata    |

## Puntate

### Prima puntata:Roma - La grande bellezza
- Messa in onda: 21 luglio 2016
- Ospite: Alex Webb
- Tema: I fotografi hanno 6 ore di tempo per presentare ai giudici lo scatto che secondo loro rappresenta al meglio il rapporto tra l'arte e la città di Roma.
- Foto migliori: Yan, Laura e Neal
- Foto peggiori: Gina e Mary
- Eliminato: Gina

### Seconda puntata:Berlino - Nightlife
- Messa in onda: 28 luglio 2016
- Ospite: Bruce Gilden
- Tema: I fotografi hanno 6 ore di tempo per presentare ai giudici tre scatti che raccontino la vita notturna di Berlino.
- Foto migliori: Yan e Laura
- Foto peggiori: Dragica e Mary
- Eliminato: Dragica

### Terza puntata:Il nudo
- Messa in onda: 4 agosto 2016
- Ospite: Elina Brotherus
- Tema: I fotografi devono presentare ai giudici uno scatto che rappresenti il corpo umano, nudo o vestito, lavorando in uno studio fotografico.
- Foto migliori: Rupert e Gabriele
- Foto peggiori: Yan, Lanka e Neal
- Eliminato: Lanka
- Nota: Sebastian viene squalificato per decisione della produzione per aver infranto il regolamento, reo di aver utilizzato materiale fotografico non fornito dalla produzione nel corso della prova della seconda puntata.

### Quarta puntata:Ritratto d'attore
- Messa in onda: 11 agosto 2016
- Ospiti: Michael Madsen, Jason Bell
- Tema: I fotografi devono presentare ai giudici un ritratto dell'attore Michael Madsen.
- Foto migliori: Rupert e Gabriele
- Foto peggiori: Hongwei e Neal
- Eliminato: Hongwei

### Quinta puntata:Londra - Backstage
- Messa in onda: 18 agosto 2016
- Ospite: Lois Greenfield
- Tema: I fotografi hanno due ore di tempo per presentare ai giudici tre scatti che raccontino il dietro le quinte di un teatro londinese.
- Foto migliori: Marta, Rupert e Yan
- Foto peggiori: Gabriele e Mary
- Eliminato: Mary

### Sesta puntata:Natura e paesaggio
- Messa in onda: 25 agosto 2016
- Ospite: Franco Fontana
- Tema: I fotografi devono presentare ai giudici uno scatto paesaggistico realizzato in Irlanda.
- Foto migliori: Rupert e Gabriele
- Foto peggiori: Marta e Neal
- Eliminato: Neal

### Settima puntata:Casa dolce casa
- Messa in onda: 1º settembre 2016
- Ospite: Jonny Briggs
- Tema: I fotografi devono presentare ai giudici tre scatti, di cui un autoritratto, che rappresentino se stessi, nelle loro case e luoghi d'origine.
- Foto migliori: Marta e Gabriele
- Foto peggiori: Laura, Yan e Rupert
- Eliminato: Laura

### Ottava puntata:Viaggio in Europa
- Messa in onda: 8 settembre 2016
- Ospite: Lucy Conticello, David LaChapelle
- Tema: I fotografi devo presentare ai giudici tre scatti che rappresentino volti e luoghi d'Europa. Ogni concorrente viene inviato in una città diversa; Marta ad Atene, Yan a Stoccolma, Rupert a Parigi e Gabriele a Bucarest. A differenza delle prove precedenti, in cui sono state utilizzate macchine fotografiche digitali, i fotografi devono realizzare i loro scatti in analogico su pellicola in bianco e nero.
- Eliminato: Yan
- Vincitore: Gabriele